# Arquidiócesis de Gorizia
La arquidiócesis de Gorizia (en latín: Archidioecesis Goritiensis y en italiano: Arcidiocesi di Gorizia) es una circunscripción eclesiástica de la Iglesia católica en Italia. Se trata de una arquidiócesis latina, sede metropolitana de la provincia eclesiástica de Gorizia. Desde el 28 de junio de 2012 su arzobispo es Carlo Roberto Maria Redaelli.

## Territorio y organización

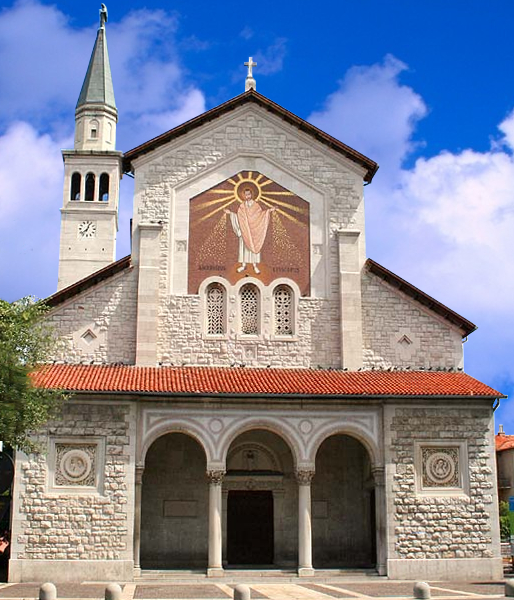
Basílica arciprestal de San Ambrosio, en Monfalcone

La arquidiócesis tiene 1030 km² y extiende su jurisdicción sobre los fieles católicos de rito latino residentes en parte de la región de Friul-Venecia Julia comprendiendo:
- en el ente de descentralización regional de Trieste las comunas de Sgonico y Duino-Aurisina;
- en el ente de descentralización regional de Údine las comunas de: Chiopris-Viscone, San Vito al Torre, Visco, Aiello del Friuli, Campolongo Tapogliano, Ruda, Cervignano del Friuli, Fiumicello Villa Vicentina (creada en 2018 por fusión de las comunas de Fiumicello y Villa Vicentina), Terzo di Aquileia y Aquilea;
- en el ente de descentralización regional de Gorizia las comunas de: Dolegna del Collio, Cormons, Capriva del Friuli, Mossa, San Floriano del Collio, Gorizia, San Lorenzo Isontino, Moraro, Medea, Mariano del Friuli, Farra d'Isonzo, Savogna d'Isonzo, Romans d'Isonzo, Gradisca d'Isonzo, Sagrado, Villesse, Fogliano Redipuglia, Doberdò del Lago, San Pier d'Isonzo, Ronchi dei Legionari, Turriaco, Monfalcone, Staranzano, San Canzian d'Isonzo y Grado (que incluye unas 30 islas en la laguna de Grado).

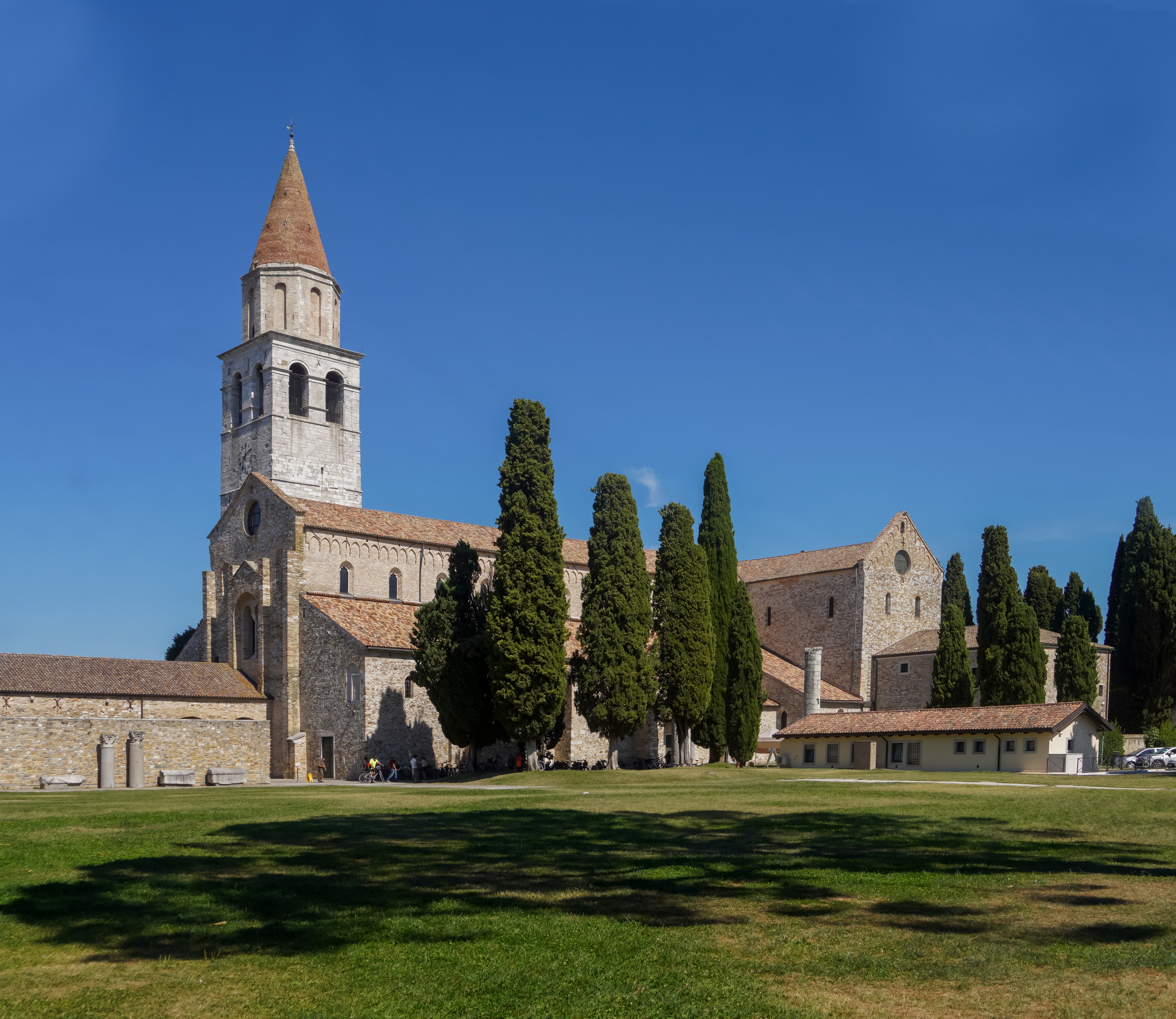
Basílica patriarcal de Santa María Asunta, en Aquilea

La sede de la arquidiócesis se encuentra en la ciudad de Gorizia, en donde se halla la Catedral de los Santos Mártires Hilario y Taciano. En Monfalcone se encuentra la basílica arciprestal de San Ambrosio. En el territorio de la arquidiócesis se hallan 3 antiguas catedrales:
- Basílica patriarcal de Santa María Asunta, en Aquilea, excatedral del patriarcado de Aquilea;
- Basílica de Santa Eufemia, en Grado, excatedral del patriarcado de Grado;
- Excatedral de los Santos Pedro y Pablo, en Gradisca d'Isonzo, excatedral de la diócesis de Gradisca.

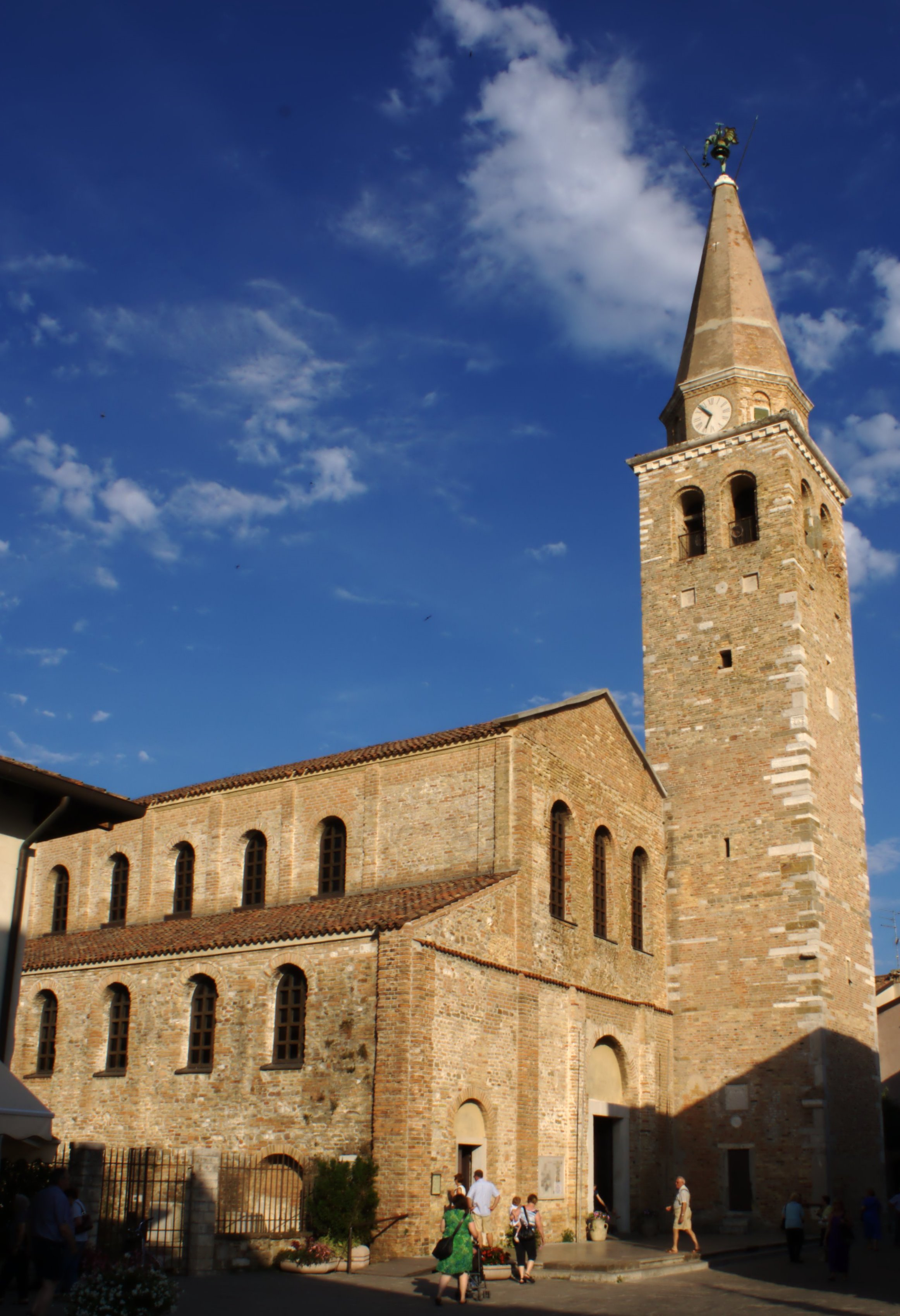
Basílica de Santa Eufemia, en Grado

En 2023 en la arquidiócesis existían 90 parroquias agrupadas en 5 decanatos: Aquileia-Cervignano del Friuli-Visco, Gorizia, Gradisca d'Isonzo-Cormons, Monfalcone-Ronchi dei Legionari-Duino y Sant'Andrea.

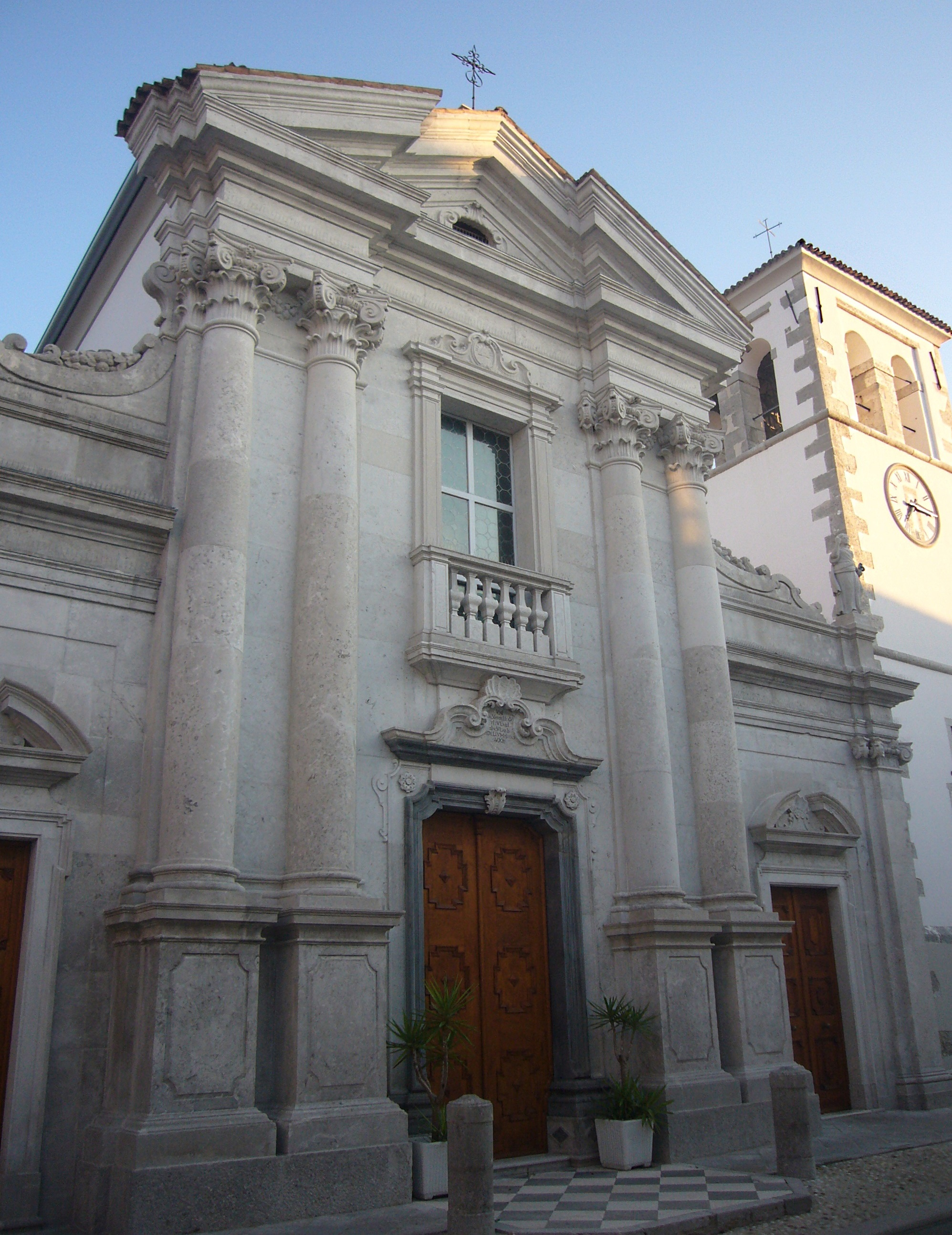
Excatedral de los Santos Pedro y Pablo, en Gradisca d'Isonzo

La arquidiócesis tiene como sufragánea a la diócesis de Trieste.

## Historia
La arquidiócesis fue erigida el 6 de julio de 1751 mediante la bula Iniuncta nobis del papa Benedicto XIV, con la que el pontífice ratificó un acuerdo entre los gobiernos austríaco y veneciano, que preveía la supresión del patriarcado de Aquilea y su división en dos nuevos distritos eclesiásticos: la arquidiócesis de Údine, a la que se le asignó la jurisdicción sobre las tierras bajo el dominio de la República de Venecia; y la arquidiócesis de Gorizia, que recibió las tierras bajo el dominio de los Habsburgo.
Con la Iniuncta nobis el papa suprimió el patriarcado y al mismo tiempo erigió la arquidiócesis de Gorizia. Esta decisión fue confirmada por el mismo papa con la bula Sacrosanctae militantis ecclesiae del 18 de abril de 1752, con la que el pontífice definió todas las cuestiones accesorias, incluida la institución del capítulo de canónigos y el número de diócesis sufragáneas de la nueva sede metropolitana, es decir, todas aquellas del antiguo patriarcado fuera de los territorios de la República de Venecia. El territorio de la arquidiócesis era muy vasto e incluía el condado de Gorizia y partes de Estiria, Carintia, Carniola y la mayor parte de la actual Eslovenia, con la excepción del enclave de Liubliana. En memoria de las antiguas glorias patriarcales, en 1766 José II concedió al arzobispo de Gorizia el título de príncipe del Sacro Imperio Romano Germánico.
Karl Michael von Attems, vicario apostólico para las tierras imperiales del patriarcado de Aquilea, fue nombrado primer arzobispo. Celebró un sínodo provincial en 1768 al que asistieron no sólo sus sufragáneos, sino también representantes de las diócesis de la República de Venecia, que tenían porciones de territorio en el Imperio de los Habsburgo. Le sucedió Rudolf Joseph von Edling, antiguo canónigo de Aquilea y decano del capítulo metropolitano de Gorizia. Debido a su oposición a las políticas religiosas del emperador José II, especialmente el Edicto de Tolerancia, se vio obligado a dimitir en 1784 y confinado en Lodi, en Lombardía, donde murió.
Después de cuatro años de sede vacante, bajo presión del emperador, la arquidiócesis fue suprimida por el papa Pío VI mediante la bula In universa gregis del 8 de marzo de 1788. El título arzobispal fue transferido a Liubliana junto con buena parte del territorio de la antigua sede metropolitana. Con lo que quedaba del territorio de Gorizia, en agosto del mismo año se erigió la nueva diócesis de Gradisca, donde se trasladó el capítulo, mientras que la curia permaneció en Gorizia.
Tras la muerte del emperador José II, el 12 de septiembre de 1791, mediante la bula Recti prudentisque, el papa Pío VI restableció la ciudad de Gorizia como sede del obispo, trasladando la catedral de la iglesia de los Santos Pedro y Pablo en Gradisca a la iglesia de San Hilario en Gorizia. Al mismo tiempo la diócesis tomó el nombre de diócesis de Gorizia y Gradisca, sufragánea de la arquidiócesis de Liubliana.
El 19 de agosto de 1807, mediante la bula Quaedam tenebrosa del papa Pío VII, quedó inmediatamente sujeta a la Santa Sede.
El 1 de mayo de 1818, mediante la bula De salute Dominici gregis, se modificaron los límites diocesanos: se cedieron 10 parroquias con 8 curatos a la diócesis de Údine, pero al mismo tiempo se amplió con la parroquia de Grado, cedida por el patriarcado de Venecia, y 13 parroquias con 34 curatos que pertenecían a la diócesis de Údine. En el mismo año se reabrió el seminario diocesano, que había estado cerrado en la época de José II.
El 27 de julio de 1830, a expensas de Liubliana, recuperó la dignidad de arzobispo y obispo metropolitano mediante la bula Insuper eminenti del papa Pío VIII, con jurisdicción sobre las iglesias de la parte centro-sur del Reino de Iliria.
Al final de la Primera Guerra Mundial la arquidiócesis se encontró dividida por la nueva frontera estatal, con la parte eslovena ahora ubicada en el Reino de Yugoslavia, mientras que la mayor parte del territorio estaba incluida en el Reino de Italia.
El 20 de febrero de 1932, según la bula Quo Christi fideles del papa Pío XI, incorporó los decanatos de Idrija y Vipava, que pertenecían a la diócesis de Liubliana, sufragánea de la arquidiócesis de Gorizia hasta el final de la Primera Guerra Mundial y hoy de nuevo arquidiócesis.
Al final de la Segunda Guerra Mundial, la parte italiana de la arquidiócesis, debido a la modificación de la frontera estatal, se encontró mucho más pequeña que su situación anterior. Después del tratado de paz del 10 de febrero de 1947, una gran parte del territorio diocesano, que terminó en territorio yugoslavo, fue erigido primero bajo administración apostólica (el primer administrador apostólico fue el sacerdote Franc Močnik) y posteriormente, el 17 de octubre de 1977, agregado a la diócesis de Koper. Además, la provincia eclesiástica perdió sus diócesis en territorio yugoslavo y hoy sólo incluye la diócesis de Trieste.
El 30 de septiembre de 1986, mediante el decreto Cum procede de la Congregación para los Obispos, la arquidiócesis asumió su nombre actual y Gradisca se convirtió en sede arzobispal titular.
La arquidiócesis recibió visitas pastorales de los papas Juan Pablo II en 1990, Benedicto XVI en 2011 y Francisco en 2014.

## Estadísticas
Según el Anuario Pontificio 2024 la arquidiócesis tenía a fines de 2023 un total de 167 725 fieles bautizados.
| Año                                                                             | Población            | Población | Población      | Sacerdotes | Sacerdotes    | Sacerdotes    | Bautizados por sacerdote | Diáconos permanentes | Religiosos | Religiosos | Parroquias |
| Año                                                                             | Bautizados católicos | Total     | % de católicos | Total      | Clero secular | Clero regular | Bautizados por sacerdote | Diáconos permanentes | Varones    | Mujeres    | Parroquias |
| ------------------------------------------------------------------------------- | -------------------- | --------- | -------------- | ---------- | ------------- | ------------- | ------------------------ | -------------------- | ---------- | ---------- | ---------- |
| 1950                                                                            | 169 440              | 169 530   | 99.9           | 229        | 184           | 45            | 739                      |                      | 96         | 574        | 86         |
| 1970                                                                            | 174 000              | 175 000   | 99.4           | 237        | 173           | 64            | 734                      |                      | 87         | 663        | 102        |
| 1980                                                                            | 184 560              | 189 800   | 97.2           | 201        | 158           | 43            | 918                      | 1                    | 68         | 599        | 107        |
| 1990                                                                            | 182 000              | 183 700   | 99.1           | 172        | 138           | 34            | 1058                     |                      | 52         | 493        | 91         |
| 1999                                                                            | 180 600              | 181 900   | 99.3           | 158        | 121           | 37            | 1143                     | 8                    | 48         | 379        | 90         |
| 2000                                                                            | 179 300              | 180 400   | 99.4           | 161        | 123           | 38            | 1113                     | 8                    | 48         | 398        | 90         |
| 2001                                                                            | 180 000              | 182 500   | 98.6           | 157        | 120           | 37            | 1146                     | 8                    | 47         | 383        | 90         |
| 2002                                                                            | 180 000              | 181 600   | 99.1           | 151        | 114           | 37            | 1192                     | 9                    | 47         | 388        | 90         |
| 2003                                                                            | 180 000              | 181 700   | 99.1           | 141        | 111           | 30            | 1276                     | 10                   | 38         | 372        | 90         |
| 2004                                                                            | 180 000              | 182 600   | 98.6           | 141        | 109           | 32            | 1276                     |                      | 41         | 330        | 90         |
| 2006                                                                            | 179 500              | 182 200   | 98.5           | 141        | 112           | 29            | 1273                     | 12                   | 35         | 317        | 90         |
| 2013                                                                            | 177 700              | 185 667   | 95.7           | 113        | 97            | 16            | 1572                     | 13                   | 23         | 248        | 90         |
| 2016                                                                            | 171 859              | 183 827   | 93.5           | 110        | 93            | 17            | 1562                     | 13                   | 24         | 220        | 90         |
| 2019                                                                            | 169 000              | 180 800   | 93.5           | 98         | 84            | 14            | 1724                     | 12                   | 18         | 180        | 90         |
| 2021                                                                            | 175 300              | 183 384   | 95.6           | 98         | 84            | 14            | 1788                     | 12                   | 18         | 180        | 90         |
| 2023                                                                            | 167 725              | 182 029   | 92.1           | 87         | 69            | 18            | 1927                     | 11                   | 28         | 93         | 90         |
| Fuente: Catholic-Hierarchy, que a su vez toma los datos del Anuario Pontificio. |                      |           |                |            |               |               |                          |                      |            |            |            |

## Episcopologio
- Karl Michael von Attems † (24 de abril de 1752-18 de febrero de 1774 falleció)
- Rudolf Joseph von Edling † (27 de junio de 1774-13 de agosto de 1784 renunció)
  - Sede vacante (1784-1788)
  - Sede suprimida (1788-1791)
- Franz Philipp von Inzaghi † (12 de septiembre de 1791-3 de diciembre de 1816 falleció)
- Joseph Walland † (2 de octubre de 1818-11 de mayo de 1834 falleció)
- Franz Xavier Luschin † (6 de abril de 1835-2 de mayo de 1854 falleció)
- Andreas Gollmayr † (23 de marzo de 1855-17 de marzo de 1883 falleció)
- Luigi Mattia Zorn † (9 de agosto de 1883-9 de julio de 1897 falleció)
- Jakob Missia † (24 de marzo de 1898-23 de marzo de 1902 falleció)
- Andrea Jordán † (9 de junio de 1902-4 de octubre de 1905 falleció)
- Francesco Borgia Sedej † (21 de febrero de 1906-25 de octubre de 1931 renunció[nota 5])
  - Sede vacante (1931-1934)
- Carlo Margotti † (25 de julio de 1934-31 de julio de 1951 falleció)
- Giacinto Giovanni Ambrosi, O.F.M.Cap. † (28 de noviembre de 1951-19 de marzo de 1962 renunció[nota 6])
- Andrea Pangrazio † (4 de abril de 1962-2 de febrero de 1967 nombrado arzobispo a título personal de Porto y Santa Rufina)
- Pietro Cocolin † (26 de junio de 1967-11 de enero de 1982 falleció)
- Antonio Vitale Bommarco, O.F.M.Conv. † (11 de noviembre de 1982-2 de junio de 1999 retirado)
- Dino De Antoni † (2 de junio de 1999-28 de junio de 2012 retirado)
- Carlo Roberto Maria Redaelli, desde el 28 de junio de 2012